# Schizotetranychus vermiculatus
Schizotetranychus vermiculatus är en spindeldjursart som beskrevs av Ehara och Wongsiri 1975. Schizotetranychus vermiculatus ingår i släktet Schizotetranychus och familjen Tetranychidae. Inga underarter finns listade i Catalogue of Life.